# 此花区

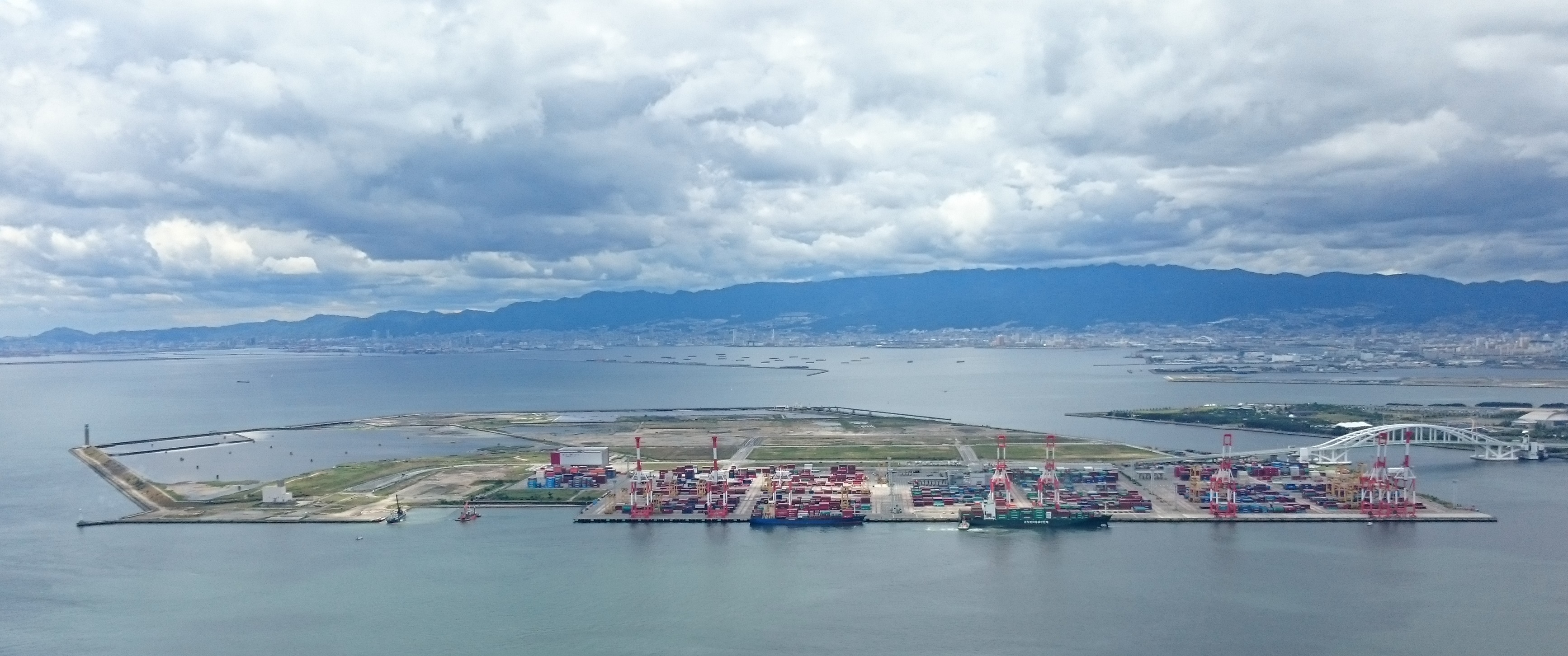
大阪万博 (Expo 2025) の会場となる夢洲

此花区（このはなく）は、大阪市を構成する24行政区のうちの一つ。マスコットキャラクターは「このはちゃん」。
2025年日本国際博覧会（大阪・関西万博／Expo 2025 Osaka, Kansai, Japan）の開催地である夢洲がある。

## 区名
此花区は1925年（大正14年）、大阪市西区に属していた現在の此花区周辺と、北区に属していた現在の福島区周辺が、元の区から分離して合わさることで新設された。
新しい区の名前を巡っては市会などで議論があり、玉川区・福島区・野田区・朝日区・四貫島区など、各地域がそれぞれの地元の地名を区の名前にしようとした。結局、王仁が詠んだとされる難波津の歌（「難波津に咲くやこの花 冬ごもり 今は春べと 咲くやこの花」）から此花区という名に決まった。

## 地理
大阪市の中部西端に位置しており、内陸部は北側が淀川、南側は安治川に挟まれ全域がほぼ平地となっている。西側は大阪湾の埋立地となっており、沖合に人工島の舞洲と夢洲がある。
区南西部の桜島からは、安治川対岸の天保山（大阪築港、港区築港三丁目）まで、無償の公営渡船が運航されている。

### 河川
- 淀川
- 正蓮寺川
- 六軒家川
- 安治川
- 北港運河

## 隣接している区
- 住之江区
- 港区
- 西区
- 福島区
- 西淀川区
- （大阪湾を隔てて隣接）兵庫県：尼崎市

## 歴史
かつては淀川河口の三角州で多くの中洲があり、中でも伝法が漁村として栄え、仏教渡来の地とされる伝法山西念寺が大伽藍を誇っていた（廃仏毀釈で縮小した）。江戸時代には新田開発が進み、開発者の名前などに因んだ地名が多い。
伝法口と呼ばれた伝法川の河口には大きな澪標（みおつくし）が立てられ、大坂市街へ遡上できない大型船から小舟に積み替える地であった。伝法村は廻船業を営む者が多く、樽廻船の発祥地でもある。しかし、1683年（天和3年）に安治川が開削されると伝法の港湾としての地位は低下した。一方、安治川沿いは繁栄し、西九条のうち春日出橋以東の安治川沿いは大坂市街に含まれるようになった。
1897年（明治30年）に西成郡川北村大字西九条、西野新田、四貫島、六軒家新田、春日出新田、恩貴島新田、南新田、島屋新田、築地（現：桜島）、常吉新田、本酉島新田と秀野新田の伝法川以南が大阪市西区へ編入された。
1898年（明治31年）から1910年（明治43年）にかけて新淀川が開削され多くの土地が失われた。一方、明治中期より工場が相次いで建設され、大正期に入ると現在の住友グループを中心に大規模な開発が行われた。1922年（大正11年）には東洋一と呼ばれた春日出発電所も建設され、阪神工業地帯の中心的地位を担うようになった。
1925年（大正14年）に上記の地区と北区の安治川北通、旧：野田村、下福島村、上福島村を区域として此花区が新設された。なお、区名は同じく新設の浪速区とともに難波津の歌から採用されている。同時に西成郡伝法町と稗島町は大阪市西淀川区へ編入された。

ユニバーサル・グローブ（ユニバーサル映画のロゴを象ったオブジェ）

1927年（昭和2年）には北港の埋立造成が始まり、住友電工、住友金属、住友化学、日立造船、大阪ガス、汽車製造の「西六社」と呼ばれる大規模工場群が完成した。
1943年（昭和18年）に嬉ヶ崎町（現：朝日の東部）を除く旧：野田村、下福島村、上福島村を新設の福島区へ分離。同時に西淀川区から旧：伝法町の全域と稗島町の淀川以南（現：高見）を此花区へ編入した。
第二次世界大戦では重工業地帯であることが災いして米軍から集中的な爆撃を受け、壊滅的な被害が出た。高度成長期は激しい公害に見舞われながらも活気があったが、1980年代以降は産業構造の転換によって重工業は振るわなくなり、工場の地方・海外移転などが進み、貨物駅や工場が廃止されて空き地が増えた。これに対し、一方ではハイテク製品生産への転換、2001年（平成13年）開業のテーマパーク、ユニバーサル・スタジオ・ジャパン (USJ) に代表されるアミューズメントエリア・ソフト産業地区への転換が模索されている。
1995年（平成7年）1月17日には阪神・淡路大震災（兵庫県南部地震）が発生し、淀川の堤防が大きくめくれ上がるなどの被害を受けた。
人口はここ20年余り6万人台で推移しているが、2014年5月1日の推計人口で浪速区が此花区と大正区の人口を上回ったため、此花区が市内24区中最少となった。
2014年（平成26年）に大阪市内において区単位では初、また、都市観光における民間主導の観光協会としては2つ目となる此花区観光協会＠大阪が設立。賑わいを創出し、まちを活性化するとともに、人と人の交流を通じて豊かで活気のある地域社会を創造することを目的とし、街を舞台に観光を通じて海外と日本の平和を構築することが模索されている。
区内の夢洲が2025年国際博覧会（大阪・関西万博）の開催地となっている。

## 人口
| 此花区（に相当する地域）の人口の推移 |          |  |
| \| 1970年（昭和45年） \| 85,786人 \| \| \| 1975年（昭和50年） \| 81,963人 \| \| \| 1980年（昭和55年） \| 73,386人 \| \| \| 1985年（昭和60年） \| 68,987人 \| \| \| 1990年（平成2年） \| 69,729人 \| \| \| 1995年（平成7年） \| 68,529人 \| \| \| 2000年（平成12年） \| 65,037人 \| \| \| 2005年（平成17年） \| 63,809人 \| \| \| 2010年（平成22年） \| 65,569人 \| \| \| 2015年（平成27年） \| 66,656人 \| \| |          |  |
| 総務省統計局 国勢調査より |          |  |
| 1970年（昭和45年） | 85,786人 |  |
| 1975年（昭和50年） | 81,963人 |  |
| 1980年（昭和55年） | 73,386人 |  |
| 1985年（昭和60年） | 68,987人 |  |
| 1990年（平成2年） | 69,729人 |  |
| 1995年（平成7年） | 68,529人 |  |
| 2000年（平成12年） | 65,037人 |  |
| 2005年（平成17年） | 63,809人 |  |
| 2010年（平成22年） | 65,569人 |  |
| 2015年（平成27年） | 66,656人 |  |

## 地名
地名の多くは新田開発を行った者の名前や屋号、開発に伴う逸話に由来する。
- 朝日（あさひ）
- 梅町（うめまち）
- 春日出北（かすができた）
- 春日出中（かすがでなか）
- 春日出南（かすがでみなみ）
- 桜島（さくらじま）
- 四貫島（しかんじま）
- 島屋（しまや）
- 高見（たかみ）
- 常吉（つねよし）
- 伝法（でんぽう）
- 酉島（とりしま）
- 西九条（にしくじょう）
- 梅香（ばいか）
- 北港（ほっこう）
- 北港白津（ほっこうしらつ）
- 北港緑地（ほっこうりょくち）
- 夢洲中（ゆめしまなか）
- 夢洲東（ゆめしまひがし）

## 交通

### 鉄道
- 西日本旅客鉄道（JR西日本）
  -  大阪環状線
    - 西九条駅

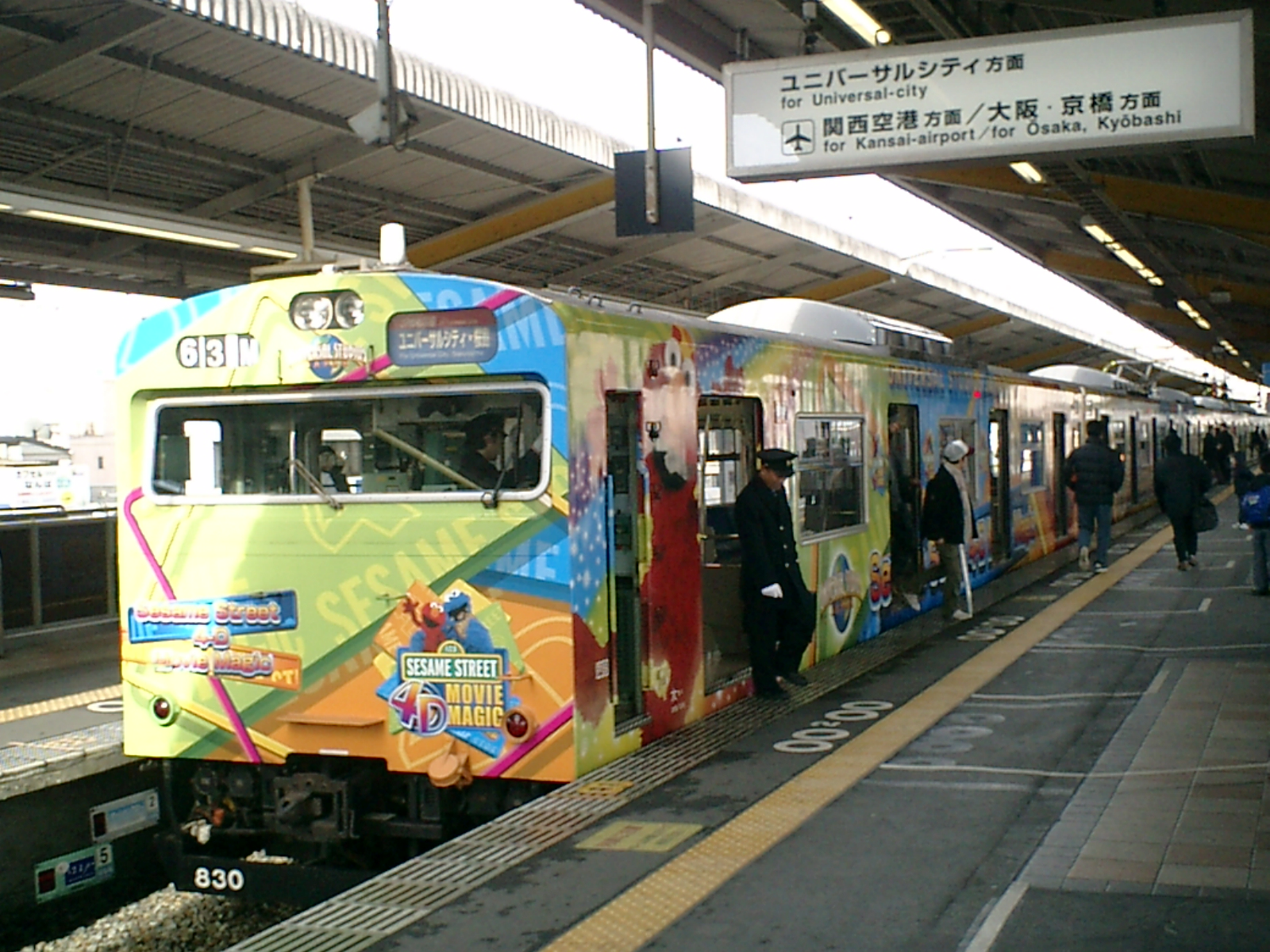
桜島線ホームに停車するJR西日本103系USJ仕様（2005年12月）

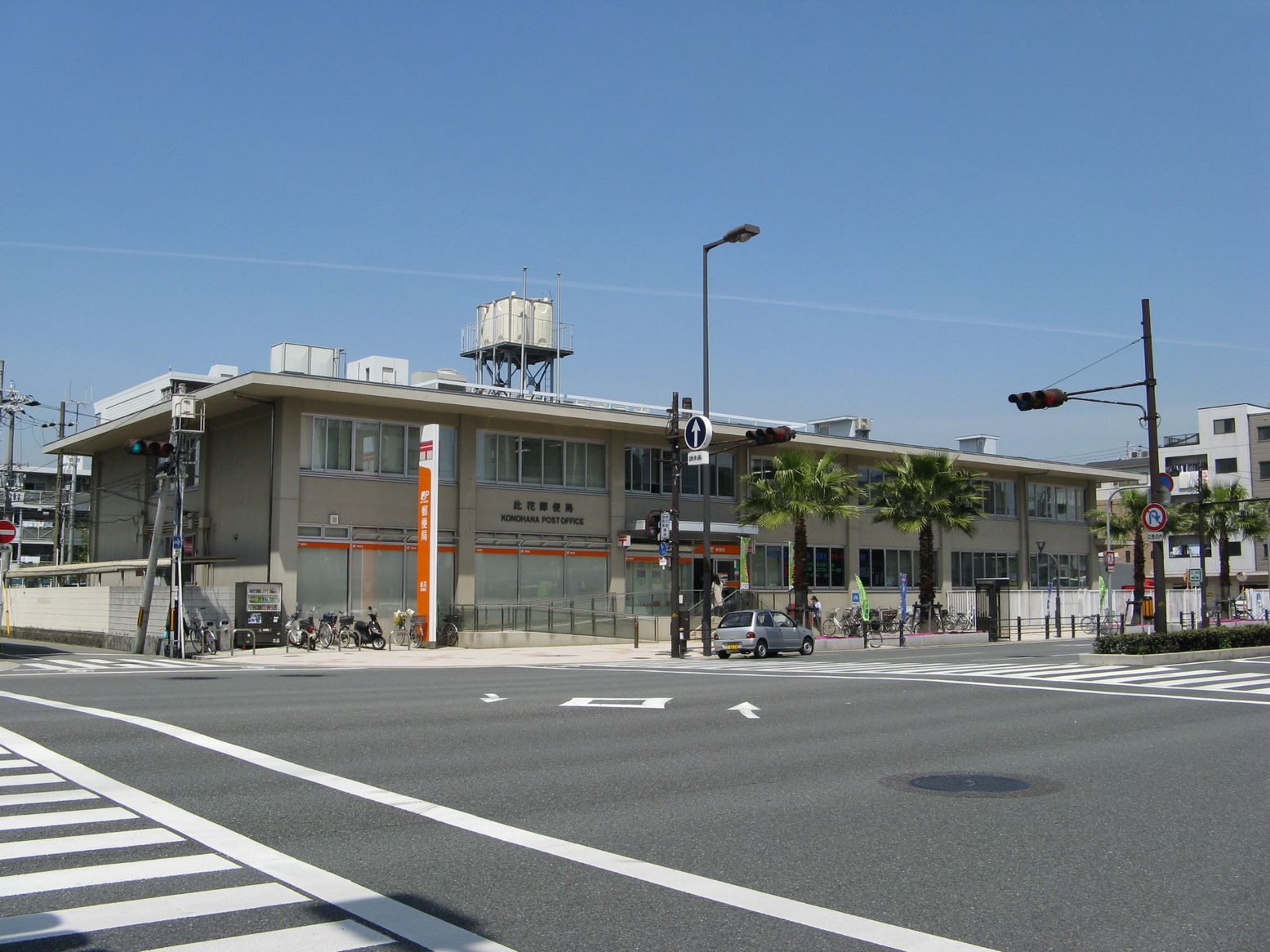
此花郵便局

  -  桜島線（JRゆめ咲線）
    - 西九条駅 - 安治川口駅 - ユニバーサルシティ駅 - 桜島駅（全線区内）
- 阪神電気鉄道（阪神）
  -  阪神なんば線
    - 西九条駅 - 千鳥橋駅 - 伝法駅
- 大阪市高速電気軌道 (Osaka Metro)
  -  中央線
    - 夢洲駅
- 区役所の最寄駅：千鳥橋駅

### バス
- 大阪シティバス - 区内に酉島営業所がある。西九条や同営業所が発着拠点となる。
- 北港観光バス - 桜島駅と舞洲を結ぶ路線を運行する。

上記のほか、ユニバーサル・スタジオ・ジャパンには日本の各地とを結ぶ空港リムジンバスや高速バスが多数発着する。

### 道路

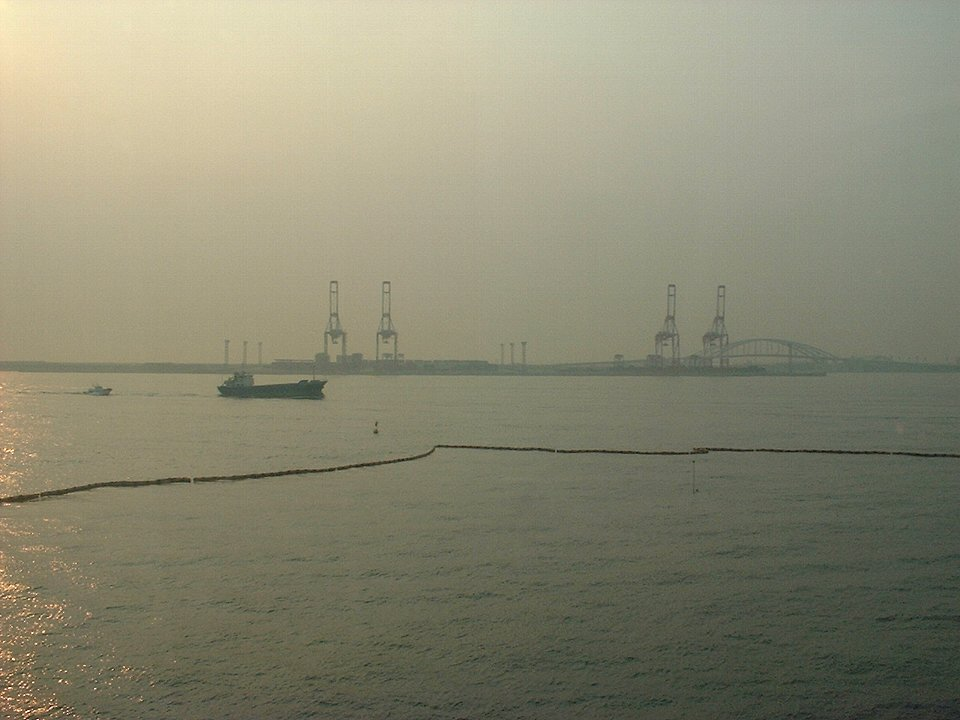
夢洲周辺の大阪湾

- 阪神高速道路
  - 2号淀川左岸線
    - 淀川左岸舞洲出入口
    - ユニバーサルシティ出口
    - 島屋出入口
    - 正蓮寺川出入口

  - 5号湾岸線
    - 湾岸舞洲出入口
- 国道43号（第二阪神国道）
- 此花通
- 北港通

### 空港
- 舞洲ヘリポート

### その他
- 天保山渡船場

## 教育

### 高等学校
- 大阪府立咲くやこの花高等学校（旧・大阪市立咲くやこの花高等学校） - 西九条6-1-44（中高一貫校・2008年開校）
- 昇陽高等学校（旧・淀之水高等学校） - 朝日1-1-9
  - 閉校 - 大阪市立此花総合高等学校（酉島2-3-16。2008年募集停止。同年4月以降は咲くやこの花高等学校内に移転し2010年3月閉校）

### 中学校
- 大阪市立
  - 春日出中学校 - 春日出南1-2-8
  - 梅香中学校 - 春日出北3-11-33
  - 此花中学校 - 高見2-14-31
  - 咲くやこの花中学校 - 西九条6-1-44（中高一貫校・2008年開校）
- 私立
  - 昇陽中学校 - 朝日1-1-9（中高一貫校・2009年開校）

### 小学校
- 大阪市立
  - 西九条小学校 - 西九条4-3-41
  - 四貫島小学校 - 四貫島2-16-29
  - 島屋小学校 - 島屋2-9-36
  - 伝法小学校 - 伝法3-13-10
  - 梅香小学校 - 梅香3-17-29
  - 高見小学校 - 高見1-3-35
  - 酉島小学校 - 酉島2-5-12
  - 春日出小学校 - 春日出中1-13-23

### 幼稚園
- 大阪市立
  - 伝法幼稚園 - 伝法4-4-35
- 私立
  - 朝日橋幼稚園 - 西九条5-4-40
  - 春日出幼稚園 - 春日出北2-8-24
  - 梅香幼稚園 - 梅香3-3-6

## 住宅
近年は工場跡地に大規模マンションや住宅団地が相次いでできたため増加傾向である。

### 大規模マンション
- ルナタワー・ハリウッドプレイス
- グランドメゾン西九条BIO
- 高見フローラルタウンテオコート
- 高見フローラルタウンブロッサムコート
- 高見フローラルタウングランコート
- 高見フローラルタウンイーストスクエア
- 高見フローラルタウンセントラルスクエア
- リバーガーデンこのはな

### 住宅団地
- 都市再生機構伝法団地
- 都市再生機構千鳥橋団地
- 都市再生機構高見フローラルタウン四番街
- 都市再生機構高見フローラルタウン五番街
- 都市再生機構高見フローラルタウン六番街
- 都市再生機構高見フローラルタウン七番街
- 都市再生機構酉島リバーサイドヒルなぎさ街
- 都市再生機構フローラルタウン千鳥橋
- 都市再生機構パークシティふれあいのまち
- 大阪市住宅供給公社コーシャハイツ高見
- 大阪市住宅供給公社コーシャハイツ酉島
- 市営春日出住宅
- 市営春日出中住宅
- 市営春日出南住宅
- 市営高見住宅
- 市営千鳥橋住宅
- 市営伝法住宅
- 市営酉島住宅
- 市営西九条住宅
- 此花厚生年金住宅
- ハーマン梅香社宅
- 関西電力梅香寮

## 区内に本社を置く企業
- ハーマン
- 西日本ジェイアールバス
- 点天
- ユー・エス・ジェイ
- 小川航空
- 大森屋
- トヨタL&F近畿株式会社
- サンケイ総合印刷株式会社

## 観光スポット・名所・施設
- ユニバーサル・スタジオ・ジャパン
- 正蓮寺
- 西念寺
- 安治川トンネル
- 大阪市立此花図書館
- 正蓮寺川公園

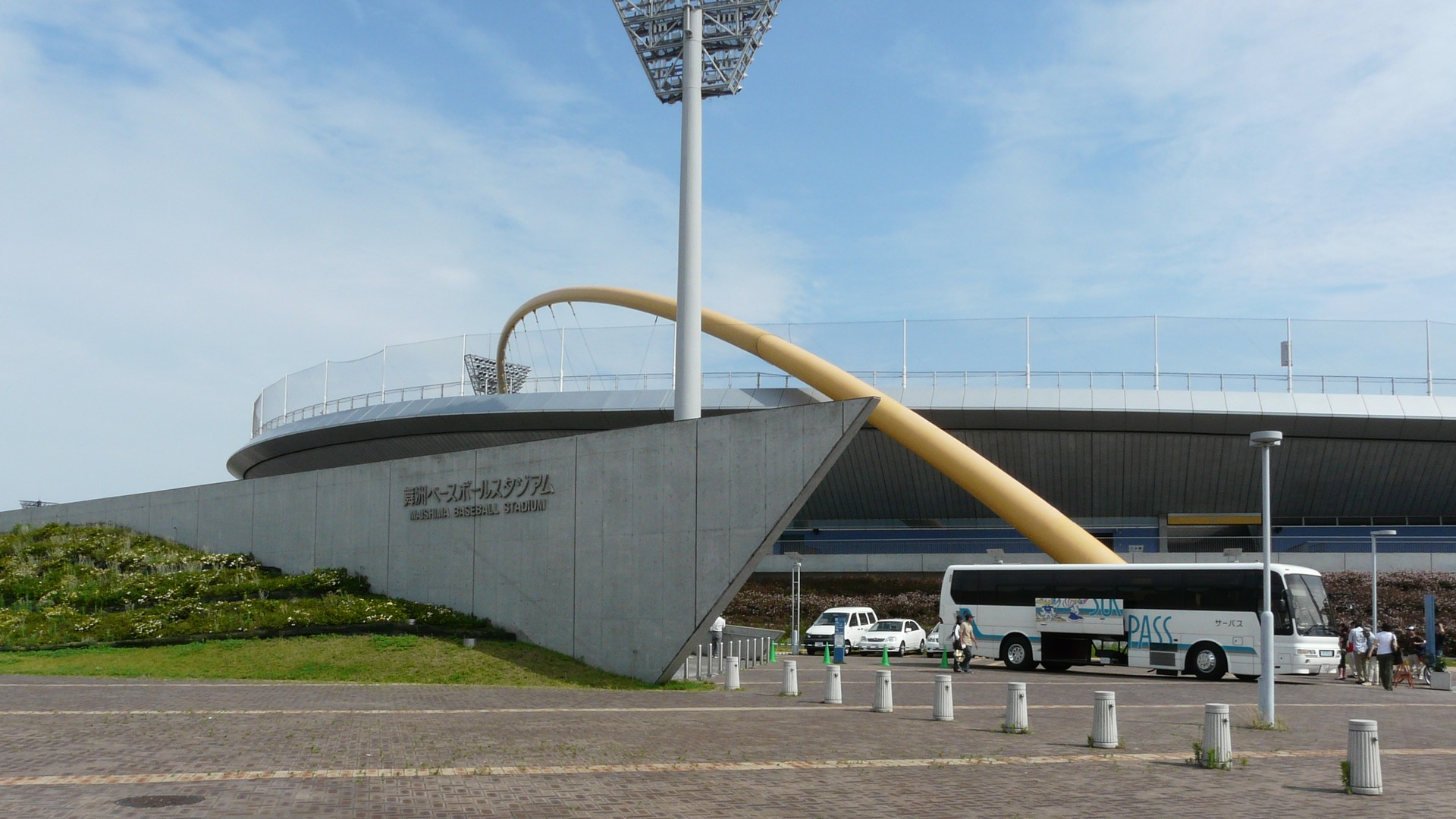
舞洲ベースボールスタジアム

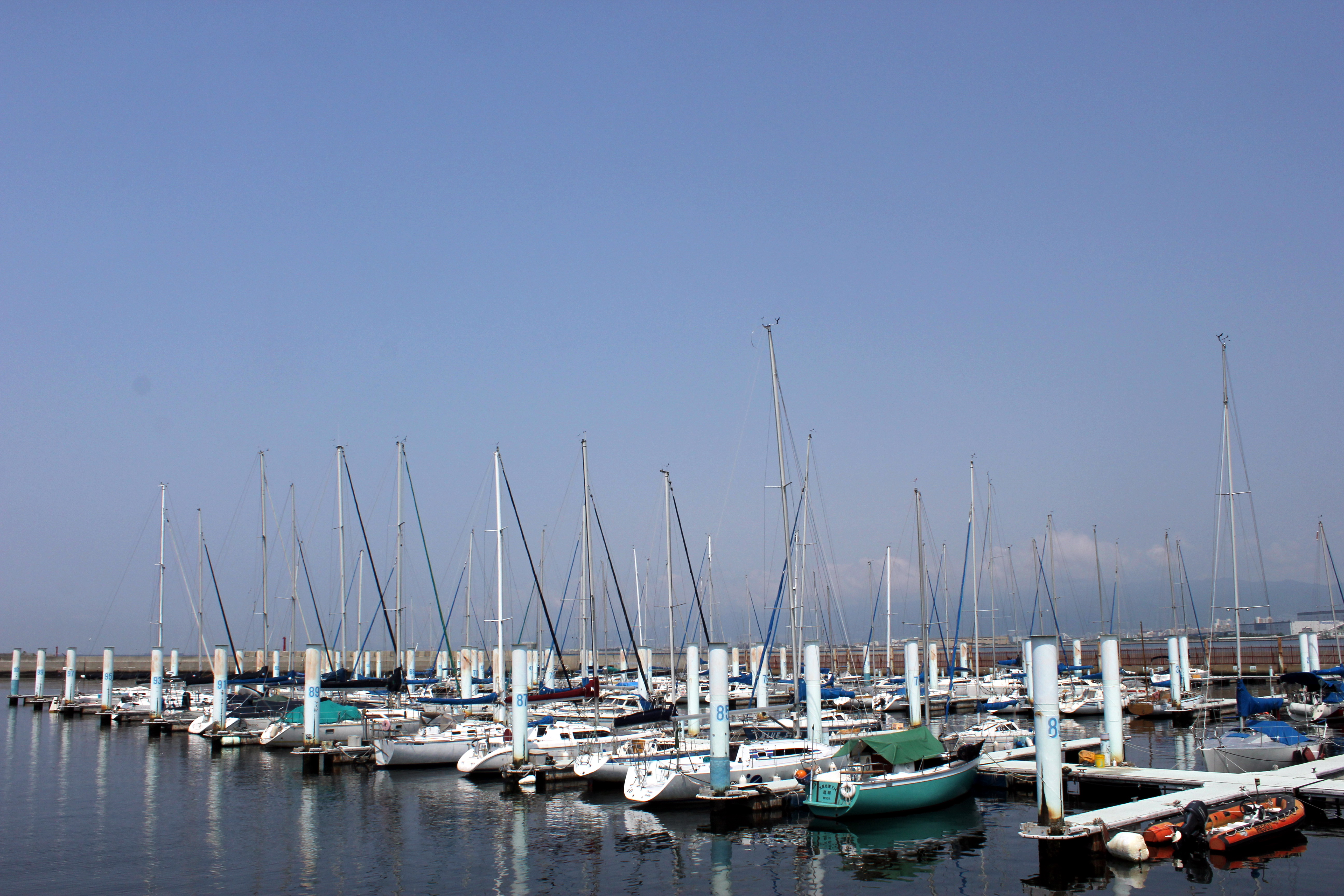
大阪北港マリーナ

- クレオ大阪西（大阪市立男女共同参画センター西部館）
- 大阪市下水道科学館
- 大阪北港マリーナ[6]
- 舞洲スポーツアイランド
- 大阪広域環境施設組合舞洲工場、舞洲スラッジセンター - ともにフリーデンスライヒ・フンデルトヴァッサーの作品
- 西野田労働基準監督署
- 大阪暁明館病院

## 出身有名人
- 富岡多恵子（詩人・作家・文芸評論家）
- 宮郷彰通（杓子の家会長、厳島神社元総代）
- よゐこ（有野晋哉、濱口優）（お笑いコンビ）
- 濱口善幸（占い師）
- 森田幸一（元プロ野球選手）
- 草川祐馬（俳優）
- 横山裕（歌手、俳優・SUPER EIGHTメンバー）
- 鴻池忠治郎（実業家・鴻池組創業者）
- 中内㓛（実業家・ダイエー創業者）
- 行澤久隆（元プロ野球選手）
- 荒井岱志（テレビディレクター）
- 浜本由惟（卓球選手・モデル）
- 木下春奈（アイドル・元NMB48）
- 酉島伝法（イラストレーター）
- 徳永ゆうき（演歌歌手・第56回日本レコード大賞新人賞受賞）
- 村上たかし（漫画家）
- 西山夘三　(建築家、建築学者)
- 佐藤俊作（俳優）
- トトロさつき（プロレスラー・アイスリボン所属）
- RENA（総合格闘家）
- MIYAVI（ギタリスト）